# Nico Van Kerckhoven
Nico Van Kerckhoven (Lier, 14 dicembre 1970) è un ex calciatore belga, di ruolo centrocampista.

## Palmarès

### Competizioni nazionali
- Campionato belga: 1

Lierse: 1996-1997
- Supercoppa del Belgio: 1

Lierse: 1997
- Coppa di Germania: 2

Schalke 04: 2000-2001, 2001-2002

### Competizioni internazionali
- Coppa Intertoto UEFA: 1

Schalke 04: 2003